# 지상 최대의 작전
《지상 최대의 작전》(영어: The Longest day)은 D-day 즉 2차 세계대전 중 노르망디 상륙 작전의 첫 날을 소재로 코닐리어스 라이언에 의해 1959년에 출판된 전쟁 논픽션이다. 영어 원제는 "The Longest Day"다. 18개 언어로 번역되어 1000만부 이상이 팔렸다.
이 책은 건조한 군사 역사가 아니라 미국, 영국, 프랑스 그리고 독일 장교와 시민을 포함한 참전자들의 교차 인터뷰를 근거로 하고 있기 때문에 오히려 사람에 관한 이야기이자 때로는 소설과 같은 읽을 거리를 안겨준다.
D-day 생존자를 찾는데에만 약 3년이 걸렸고 미국, 캐나다, 영국, 프랑스 그리고 독일에서 3000번 이상의 인터뷰가 이루어졌으며 책 본문에서는 383개의 D-day 관련 설명이 사용됐다.
작가에게 도움을 준 연합군 고위 장교로는 맥스웰 테일러(Maxwell Davenport Taylor) 대장, 제임스 개빈(James M. Gavin) 소장, 프레더릭 모건(Frederick E. Morgan) 경(소장)과 리처드 넬슨 게일(Richard Nelson Gale) 경(대장)이 있고 독일군 고위 장교로는 프란츠 할더(Franz Halder) 대장, 헬무트 랑(Hellmuth Lang) 대위, 귄터 블루멘트리트(Günther Blumentritt) 중장이 있다.
또한, 작가는 연합군과 독일의 주둔지 작전 보고서, 전투 일지, 이력과 공식적인 기록을 사용했다.
1965년 6월 6일에 리더스 다이제스트에 부록으로 More of The Longest Day를 발간했다.
라이언은 이 책을 D-day에 관련된 모든 사람에게 바쳤다.
이 책의 이름은 에르빈 롬멜이 말한 ""...the first 24 hours of the invasion will be decisive...the fate of Germany depends on the outcome...for the Allies, as well as Germany, it will be the longest day.(...침입 처음 24시간이 결정적이 될 것이다...독일의 운명이 이 결과에 달려있다...독일 뿐만 아니라 연합군에게도 가장 긴 하루가 될 것이다.)"을 인용해 지어졌다.
이 책을 원작으로 많은 스타가 출연하여 1967년 동명의 영화가 만들어졌다.